# Александар Бањац
Александар Бањац (Ћуприја, 22. децембар 1976 — Нови Сад, 27. април 2021) био је српски пијаниста, композитор и продуцент.
Завршио је средњу музичку школу „Исидор Бајић“ у Новом Саду, касније у истом граду уписује Академију уметности, смер композиција у класи Милана Михајловића и Славка Шуклара. Био је члан Војвођанског омладинског оркестра и Биг бенда РТВ Нови Сад, а неко време је био и у групи Октобар 1864. Био је члан и бенда Ревир, као и бенда Колибри, а до своје смрти био је у групи Три Рогата. Као студијски музичар је свирао на више од 40 албума забавне музике. Сарађивао је са извођачима као што су Гоца Тржан, Тања Бањанин, Здравко Чолић, Владо Георгиев, Александра Радовић, Јелена Томашевић, Дино Дворник. Остварио је и иностране сарадње са Мајклом Керстингом из Немачке, као и са мађарским гитаристом Ласлом Атилом.
Са супругом Јеленом има ћерку Ану и сина Душана. Преминуо је 2021. године од инфаркта и сахрањен је на градском гробљу у Новом Саду.